# Angela Gotelli

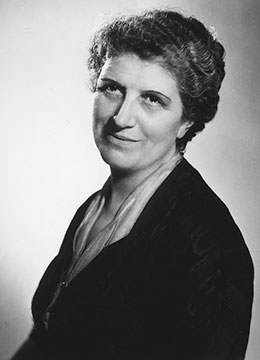
Angela Gotelli

Angela Gotelli (* 28. Februar 1905 in Albareto, Provinz Parma; † 20. November 1996) war eine italienische Politikerin der Democrazia Cristiana (DC), die zwischen 1946 und 1948 Mitglied der Verfassunggebenden Versammlung (Assemblea Costituente) sowie von 1948 bis 1963 Mitglied der Abgeordnetenkammer (Camera dei deputati) war.

## Leben
Angela Gotelli war nach einem Studium als Lehrerin an einer Mittelschule tätig. Nach dem Ende des Zweiten Weltkrieges wurde sie bei den ersten Wahlen am 2. Juni 1946 für die Democrazia Cristiana (DC) im Wahlkreis III Genova zum Mitglied der Verfassunggebenden Versammlung (Assemblea Costituente) gewählt, der sie bis zum 31. Januar 1948 angehörte. Während dieser Zeit war sie zwischen Februar 1947 und Januar 1948 Mitglied des Verfassungsausschusses sowie des Ersten Unterausschusses.
Bei den Wahlen vom 18. April 1948 wurde Angela Gotelli für die DC erstmals zum Mitglied der Abgeordnetenkammer (Camera dei deputati) gewählt und vertrat in diesem bis zum 15. Mai 1963 den Wahlkreis Genova. Während der ersten Legislaturperiode war sie zunächst von Juni 1948 bis Juli 1949 Mitglied des Verteidigungsausschusses sowie zeitgleich Mitglied des Ausschusses für öffentliche Arbeiten und zuletzt von Juli 1949 bis Juni 1953 Mitglied des Ausschusses für Unterricht und schöne Künste. Danach war sie während der zweiten Legislaturperiode zwischen Juli 1953 und Juni 1955 zunächst Sekretärin sowie im Anschluss von Juli 1955 bis Juni 1958 Vize-Vorsitzende des Ausschusses für Unterricht und schöne Künste.
Am 3. Juli 1958 wurde Angela Gotelli, die von 1951 bis 1958 auch Bürgermeisterin ihrer Geburtsstadt Alboreto war, von Ministerpräsident Amintore Fanfani in dessen zweitem Kabinett zur stellvertretenden Hochkommissarin für Hygiene und öffentliche Gesundheit (Alto Commissario Aggiunto per l’Igiene e la Sanità Pubblica) und damit zur Stellvertreterin von Vincenzo Monaldi ernannt. Nachdem dieses Amt von Fanfani am 14. August 1958 in ein eigenständiges Ministerium umgewandelt und Monaldi zum Gesundheitsminister ernannt wurde, bekleidete sie zwischen dem 30. August 1958 und dem 15. Februar 1959 die Funktion als Unterstaatssekretärin im Gesundheitsministerium (Sottosegretario di Stato alla Sanità). Im darauf folgenden zweiten Kabinett Segni fungierte sie vom 19. Februar 1959 bis zum 25. März 1960 als Unterstaatssekretärin im Ministerium für Arbeit und Sozialversicherung (Sottosegretario di Stato al Lavoro e Previdenza Sociale) sowie zuletzt zwischen dem 2. April und dem 26. Juli 1960 abermals als Unterstaatssekretärin im Gesundheitsministerium im Kabinett Tambroni.
Zuletzt war Angela Gotelli während der dritten Legislaturperiode von Juli 1960 bis Mai 1963 Mitglied der Ausschüsse für Arbeit und Sozialversicherung und zugleich Mitglied des Ausschusses für Hygiene und öffentliche Gesundheit. Darüber hinaus war sie zwischen Juli 1960 und Juni 1961 auch Mitglied des Innenausschusses sowie des Ausschusses für Finanzen und Schatz der Abgeordnetenkammer.